# Bergums kyrka
Bergums kyrka är en kyrkobyggnad belägen i stadsdelen Bergum, Göteborg. Den tillhör Angereds församling i Göteborgs stift och Svenska kyrkan. Den är också Angereds församlings församlingskyrka.  

## Kyrkobyggnaden
Kyrkan, som är uppförd på 1100- eller 1200-talet, består av fyra byggnadsdelar med vapenhus i väster, långhus och kor i öster och sakristia i norr. Den ger ett ålderdomligt intryck med ojämna väggar murade av gråsten, som efter en renovering på 1770-talet har inslag av tegelskärvor. En större ombyggnad genomfördes år 1775-1778 varvid vapenhuset uppfördes. En grundlig renovering skedde 1886. Sakristian från 1925 avviker med sina tegelväggar. Exteriören är vitkalkad. Kyrkan har måtten Längd 19, Bredd 10 och Höjd 7 meter.  
Under 1500- och 1600-talen, då kyrkan låg i ett gränsland mellan Sverige, Norge och Danmark, utsattes den för fientliga angrepp. Vid ett tillfälle revs inredningen ut av danska soldater och kyrkan användes som stall och magasin. Den största ombyggnaden av kyrkan skedde år 1680.

## Dekormålningar
- På väggarna finns fragment av målningar från 1500- eller 1600-talet.
- Det nuvarande taket bemålades 1778 av Marcus Hammardal och Matthias Hasselberg efter att ett nytt innertak satts upp 1775. Takmålningarna målades över 1886 i samband med en renovering. De togs åter fram först 1956-1957 av Thorbjörn Engblad, liksom väggarnas kalkmålningar, i samband med en renovering som syftade till att lyfta fram drag från såväl den medeltida som 1700-talskyrkan.

## Klockstapel och klockor
Den fristående, rödmålade klockstapeln är troligen byggd på 1700-talet och reparerades 1823.
- En storklocka från 1597 flyttades från Bergums kyrka till Romelanda kyrka under de svensk–norska krigen på 1650-talet .
- Storklockan är gjuten 1748 av klockgjutarmästare Johan Daglieb (d. på fattighuset 1771), Göteborg.
- Lillklockan är gjuten av Jan Tohlvis 1557.[1]

## Inventarier
- Altaruppsättningen är från tidigt 1700-tal.
- Altartavlan av okänd konstnär visar "Korsfästelsen".
- Predikstolen i rokokostil tillverkades 1796 av Matthias Hasselberg, som förutom målare även var verksam som bildhuggare. Den sitter på södra sidan i kyrkan.
- Dopfunten av kalksten har en cuppa daterad 1689.
- Till vänster om altaret står ett golvur, som skänktes av församlingsbor år 1801.
- Kormattan, med motiv ur Lukasevangeliet, är tillverkad av Anna Maria Hoke.[1]
- Offerkärlet, bestående av tre behållare för förvaring av helig olja, är troligen tillverkat på 1400-talet. Det förvaras på Vänersborgs museum, men en modell finns i sakristian.[1]

### Orgel
- Orgeln från 1886 byggd av Salomon Molander hade ursprungligen åtta stämmor och kostade 8 000 kr. Den byggdes om 1964 och har därefter tretton stämmor.[1]

## Kyrkogården
Kyrkogården, med anor från medeltiden, har utvidgats i etapper. Den har en yta på 1,0 hektar och antalet gravplatser är 537.

## Bilder

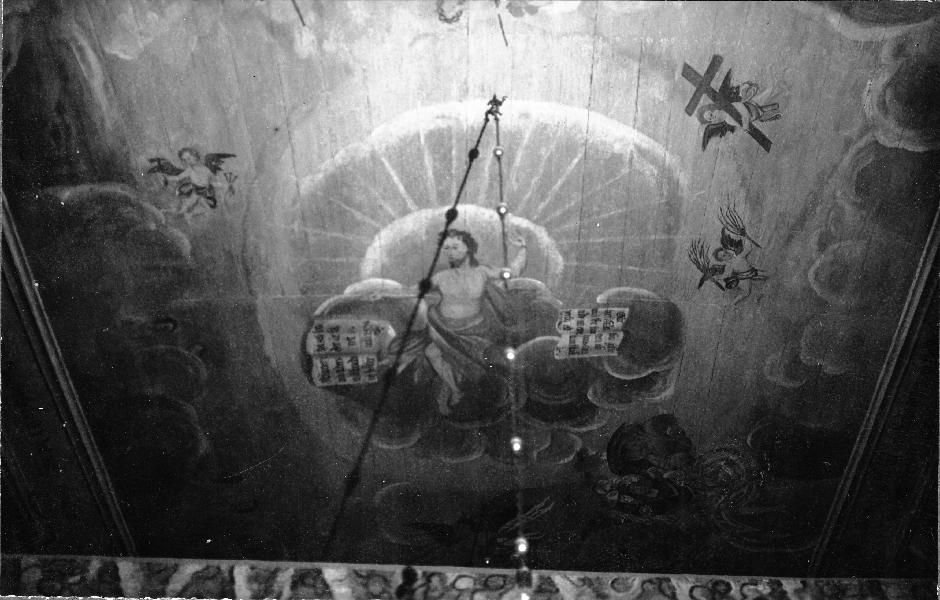
Takmålning.